# Juan Ramón Martínez
Juan Ramón Martínez (1948. április 20. – 2024. augusztus 4.) válogatott salvadori labdarúgó, középpályás.

## Pályafutása

### Klubcsapatban
Pályafutása során számos salvadori csapatban megfordult, melyek a következők voltak: CD Águila,  Juventud Olímpica, Once Municipal. 1965 és 1967 között Guatemalában játszott a CSD Municipal csapatában, melynek színeiben 1966-ban bajnoki címet szerzett.

### A válogatottban
1967 és 1976 között szerepelt a salvadori válogatottban. Részt vett az 1968. évi nyári olimpiai játékokon és az 1970-es világbajnokságon, ahol két csoportmérkőzésen lépett pályára.

## Sikerei, díjai
CSD Municipal
- Guatemalai bajnok (1): 1965–66

Juventud Olímpica
- Salvadori bajnok (1): 1971

CD Águila
- Salvadori bajnok (1): 1972